# Via dei Pescioni
Via dei Pescioni è una via del centro storico di Firenze, situata tra l'incrocio di via de' Brunelleschi e Via de' Tosinghi e quello con via de' Pecori e via de' Corsi. Vi si innesta circa a metà via de' Vecchietti.

## Storia
Anticamente si chiamava via delle Stelle, nome preso dalla volta delle Stelle (detta anche dei Pescioni) che si trovava nel primo tratto, quasi davanti a palazzo Strozzi. Questa volta era dipinta sul soffitto "d'azzurro seminato di stelle", e dava riparo a un piccolo tabernacolo con una Madonna col Bambino, copia da Antonio Rossellino, che venne poi rimurata nella strada, sul retro di palazzo Corsi Tornabuoni. 
La strada poi si chiamò via de' Pescioni, dalla famiglia che aveva sullo stemma quattro pesci e che si estinse nel 1626. La prima parte del tracciato è quindi da considerarsi antica, mentre il proseguimento da via de' Corsi a via de' Pecori fu aperto in occasione dei lavori di 'risanamento' del centro fiorentino (1890-1895) a spese del convento teatino di San Gaetano e di alcune case private. In questa stessa occasione il primo tratto fu regolarizzato e ampliato, a discapito degli antichi edifici posti sul lato destro. 
Tra quegli edifici demoliti doveva trovarsi, nei pressi dell'attuale via degli Agli, anche l'antica abitazione di Filippo Brunelleschi, almeno stando a quanto riportato da Francesco Bigazzi: "Quest'insuperabile architetto nacque, abitò e morì in via Teatina (via degli Agli) nella casa già segnata di n. 1, cioè in quella torre scapezzata (la torre di Rinaldo di Zanobi degli Agli) che, ridotta a casa, attacca colla canonica di san Gaetano". Furono sacrificate inoltre la corte degli Agli, una piazza interna confinante col cortile di San Gaetano, e le strutture su piazza Padella, in cui si trovavano storicamente alberghetti e osterie. 

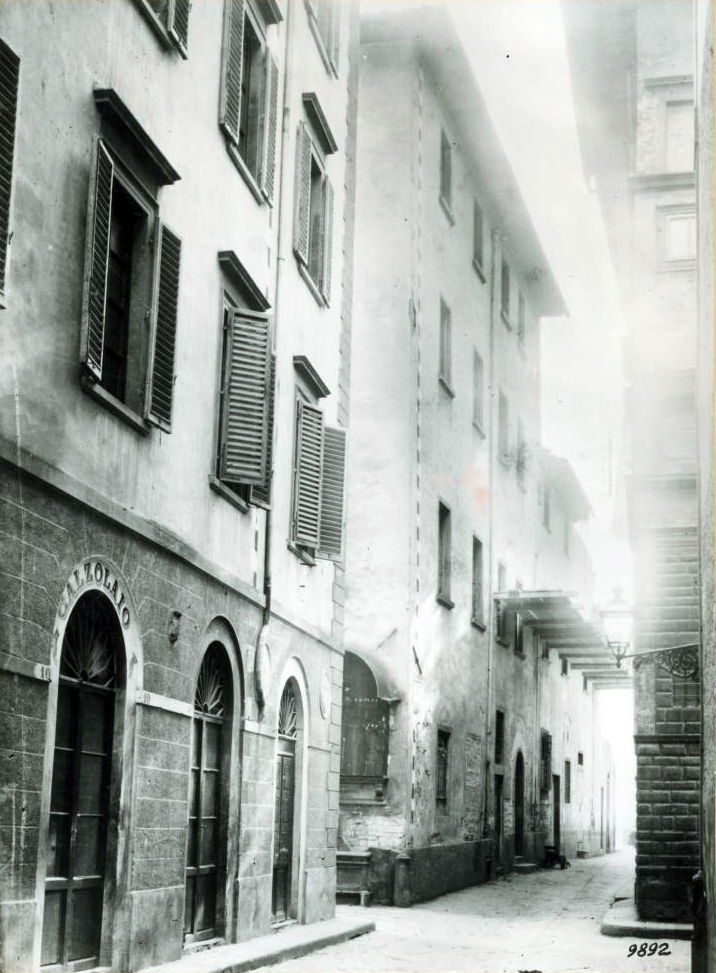
Via dei Pescioni, già via delle Stelle, all'incrocio con via degli Zuffanelli, sul cui angolo è il tabernacolo dei Teri, guardando verso via degli Strozzi, prima del riordino ottocentesco
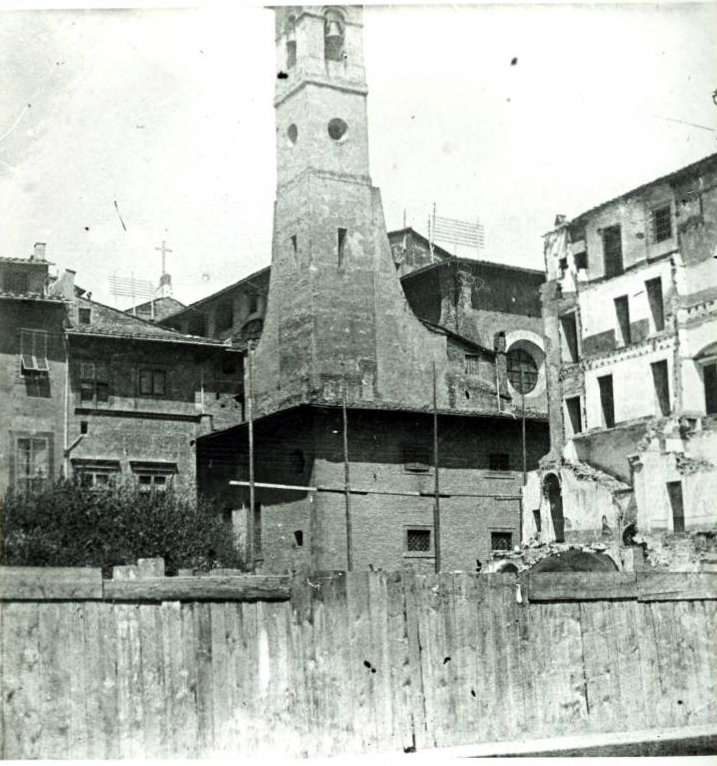
Strutture attorno al campanile di San Gaetano durante le demolizioni
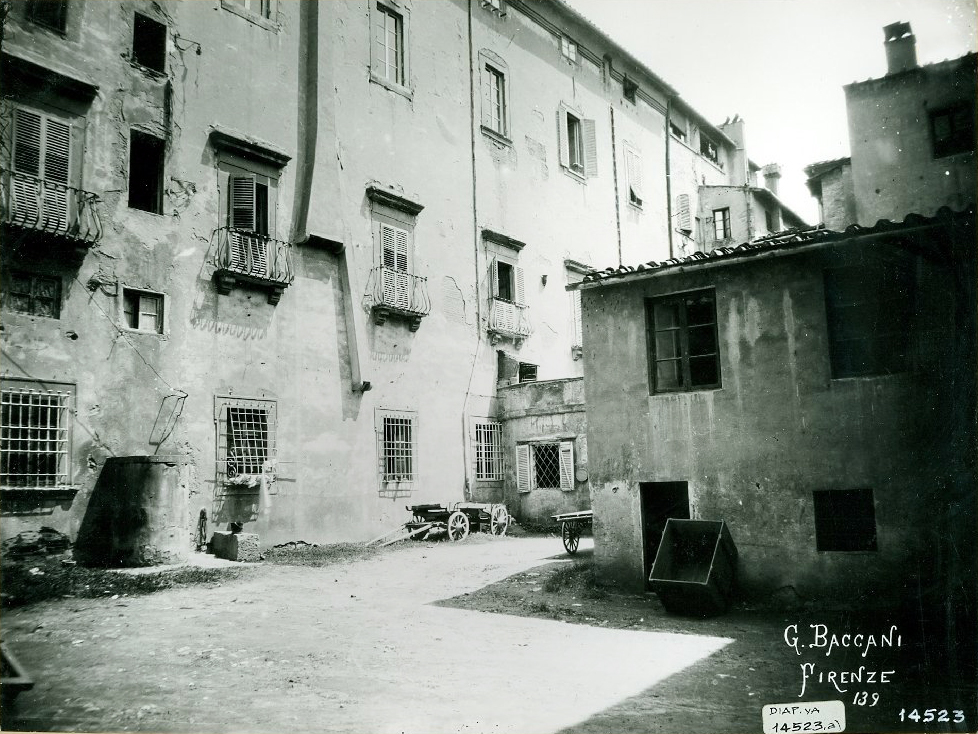
La corte degli Agli prima delle demolizioni
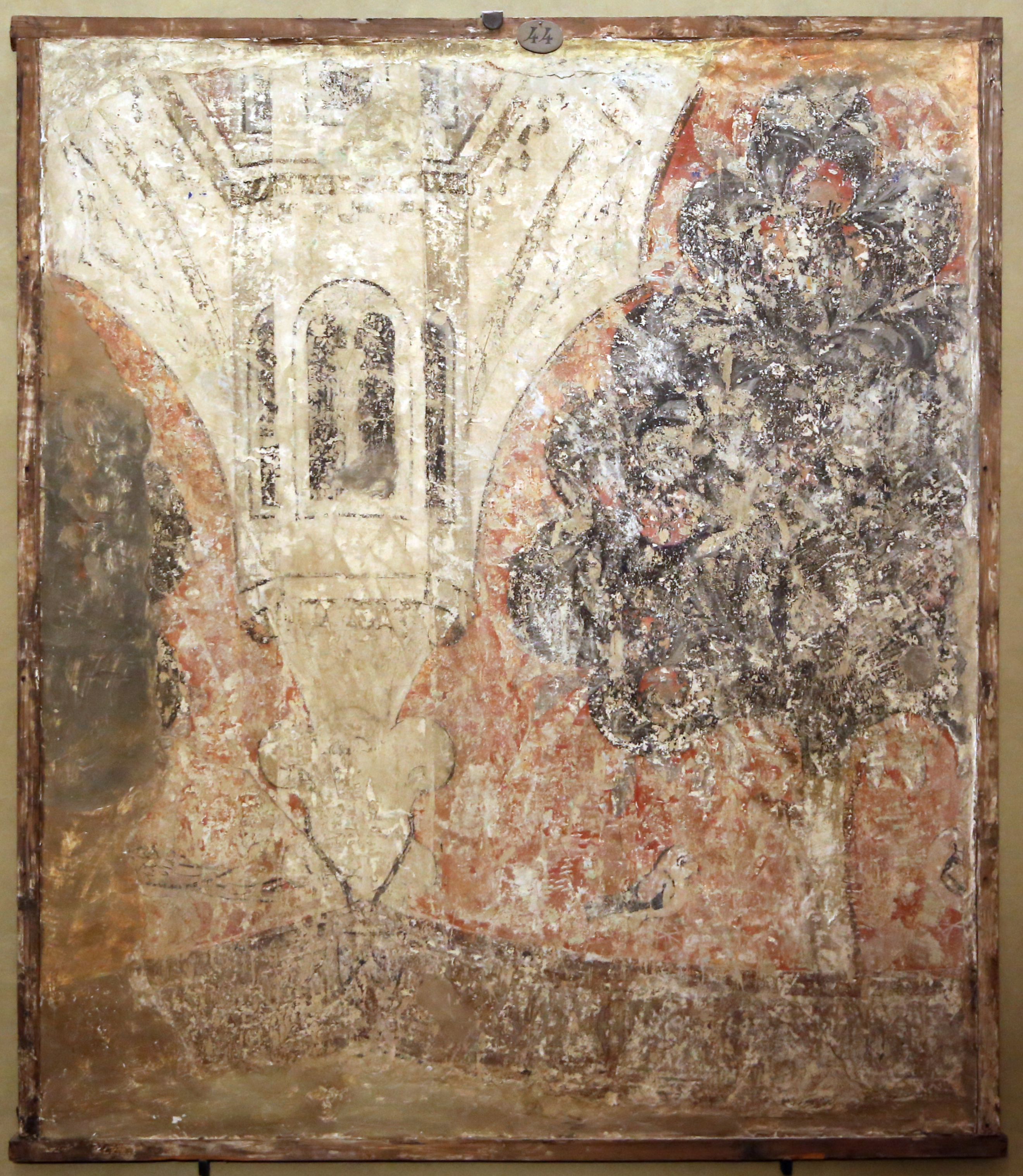
Frammento di affresco con finto loggiato, 1390-1410 circa, dalle case di Pescioni e oggi nel Museo di San Marco
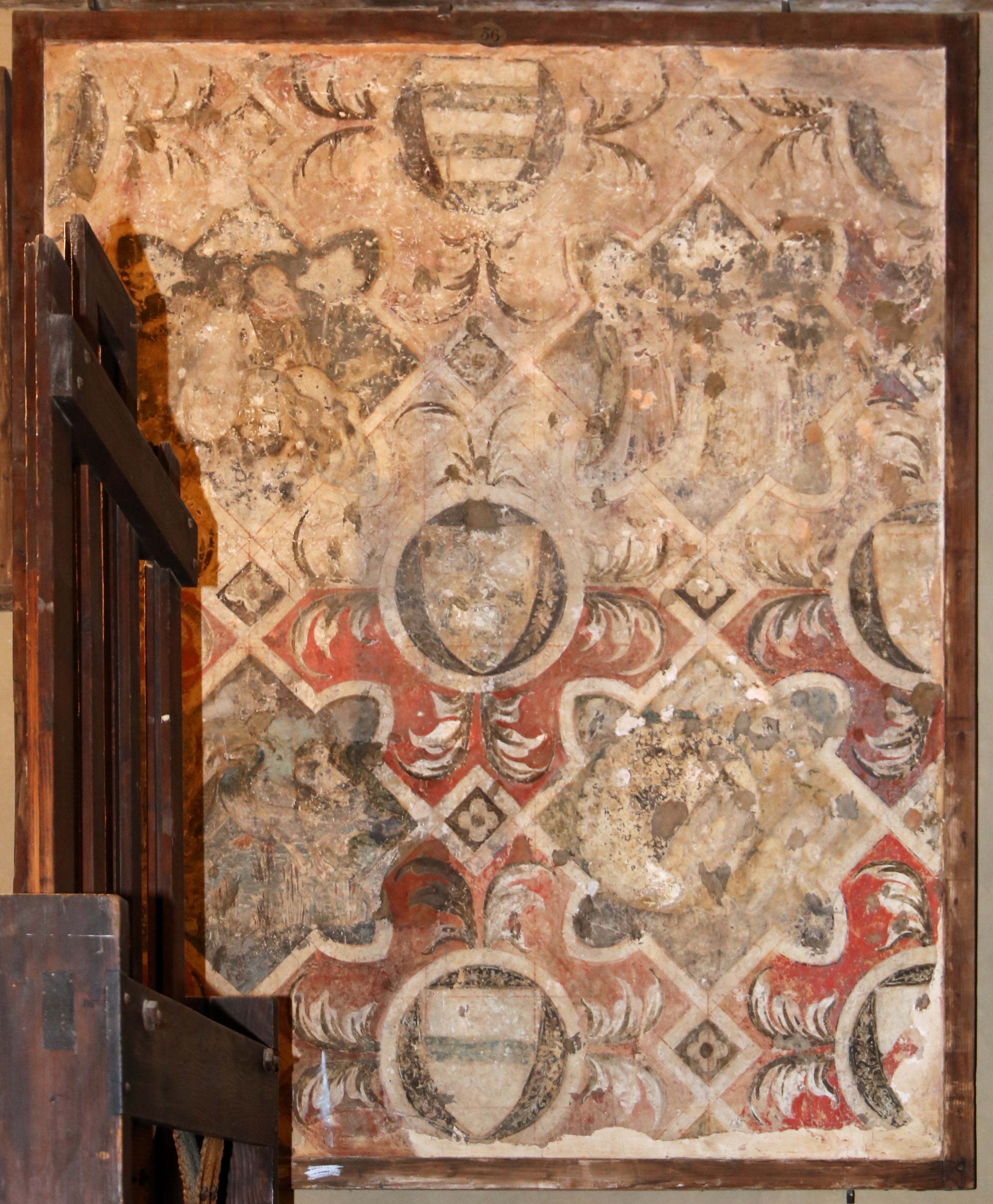
Altro frammento di affresco decorativo, 1390-1410 circa, dalle case dei Pescioni o dei Teri in via dei Pescioni, Museo di San Marco

## Descrizione
Nonostante le memorie antiche comunque presenti (si pensi al fronte di palazzo Sertini) la via, pavimentata a lastrico, ha carattere essenzialmente tardo ottocentesco.

### Edifici
| Immagine | N°    | Nome                         | Descrizione |
| -------- | ----- | ---------------------------- | --- |
|          | 1D    | Palazzo Tornabuoni Corsi     | Il palazzo sorse per volontà di Giovanni Battista Tornabuoni, tra il 1466 e il 1469, presumibilmente su progetto di Michelozzo, come riferito da Giorgio Vasari. Attorno al 1540 questa casa fu acquistata da Lorenzo Ridolfi che, con la supervisione del Tribolo, provvide a realizzare nel cortile una loggia al piano terreno e al primo piano, ampliando inoltre la proprietà con l'acquisto di altri immobili adiacenti. Nel 1571, quando il palazzo fu ceduto al cardinale Marco Sittico Altemps, presentava, vista l'estensione raggiunta, accessi anche da via de' Corsi e via dei Pescioni. Dopo solo tre anni la residenza passò all'arcivescovo Alessandro de' Medici, futuro cardinale e quindi papa, che probabilmente la utilizzò anche come sede di rappresentanza, visto il persistere dell'inagibilità della sede vescovile colpita da un incendio nel 1533. Per via ereditaria, nel 1607, i Corsi presero possesso del palazzo, ampliandolo ulteriormente su progetto di Gherardo Silvani, e facendo ricostruire in pietra la loggia su via de' Tornabuoni, su progetto di Lodovico Cardi detto il Cigoli (1608). Nel 1864 il Comune, nell'ambito degli interventi di rettificazione di alcune strade cittadine, intervenne sia su via de' Tornabuoni sia su via degli Strozzi, espropriando e abbattendo una parte del palazzo, facendone arretrare le facciate e spostando la loggetta. Su via dei Pescioni si vede la parte posteriore, che fu sede della Banca Commerciale Italiana. Presenta due piani con finestre ad arco sul mezzo tondo incorniciate da conci. Vi si trova un tabernacolo con cornice in pietra a fogliami di fattura ottocentesca, mentre quattrocentesco sembrerebbe il rilievo con la Madonna e il Bambino, derivato da un rilievo marmoreo di Antonio Rossellino e originariamente posto sotto la volta dei Pescioni. Da segnalare inoltre i notevoli spazi interni (almeno nell'ottica del decoro ottocentesco), ora occupati da un negozio. |
|          | 2     | Hotel Helvetia & Bristol     | L'edificio fu costruito sull'angolo delle nuove vie de' Pescioni e degli Strozzi nel 1895, dalla famiglia di albergatori che ne è ancora proprietaria, venne destinato ad uso di albergo. Di sobria architettura ispirata ad esempi cinquecenteschi, ha quattro piani, oltre al mezzanino, inquadrato tra gli archi e i riquadri del partito inferiore, pilastri angolari a bozze, cornici continue al primo e al secondo piano. Sul finestrone che si apre su questo lato è uno scudo con un'arme non identificata, segnata da una scure al naturale, accompagnato da un cartiglio con la data 1894, forse accennante all'antica Arte dei Maestri di Pietra e Legname. Da notare la lanterna angolare a forma di grifone (evidentemente ispirata ai celebri ferri del Caparra che adornano il vicino palazzo Strozzi) realizzata dalla fonderia dei fratelli Biondi nel 1926, come chiarisce l'iscrizione sulla staffa. Per quanto riguarda l'albergo Helvetia & Bristol (che il sito degli esercizi storici di Firenze precisa essere stato fondato dall'albergatore svizzero Giacomo Mosca il 28 giugno 1883) da segnalare, tra i lussuosi ambienti interni, lo spazio già sala di lettura e quindi giardino d'inverno, allestito attorno al 1899 in stile Liberty, con un luminoso velario in ferro e vetro colorato. L'albergo vanta ugualmente una certa notorietà per gli illustri ospiti che lo hanno scelto per il loro soggiorno fiorentino tra la fine dell'Ottocento e i primi decenni del Novecento: John Singer Sargent, Gabriele D'Annunzio, Eleonora Duse, Luigi Pirandello, Eugenio Montale, Enrico Fermi, Igor Stravinskij, Giorgio De Chirico e Bertrand Russell. |
|          | 1     | Palazzo Sertini              | Il palazzo è di origine tre/quattrocentesca, quando appartenne alla famiglia Sertini. La ricostruzione, a determinare le forme ancora sostanzialmente odierne, è databile a dopo il 1490 e ricorda la maniera di Baccio d'Agnolo. Al XVI secolo risale la decorazione a graffiti di una parte del paramento esterno ad opera di Andrea Feltrini. Con la scomparsa della famiglia nel XVII secolo, le loro proprietà passarono ai De Nobili, per poi pervenuire agli Incontri, ai Corsi, agli Arcovati e ai Visconti. Notevole fu il rischio di abbattimento completo durante l'epoca del Risanamento di Firenze, quando venne lambito dal "piccone demolitore" che aprì via dei Pescioni. Dall'ampio ambiente voltato che occupa per tutta la sua profondità l'edificio dal lato di via dei Pescioni si accede ad altri ambienti, con stesse caratteristiche architettoniche che tuttavia si trovano in corrispondenza del fronte dell'edificio segnato con il numero civico 1. |
|          | 4     | Casa                         | La casa fu edificata nel 1896 a seguito dell'intervento di 'risanamento' dell'antico centro e, come risulta dal progetto conservato presso l'Archivio Storico del Comune di Firenze, è opera dell'architetto Vincenzo Micheli su committenza dei Corradi. Si distingue dalle nuove architetture della zona per l'evidente proposta in facciata di un disegno neoquattrocentesco, con finestre allineate su ricorsi e contornate da conci di modesto aggetto, in evidente contrasto con i modelli neorinascimentali allora in voga (ben presenti nella produzione dello stesso Micheli), identificabili in organismi plastici modellati su esempi cinque seicenteschi. Alla misura del disegno non corrisponde tuttavia una particolare qualità nella lavorazione della pietra artificiale, ulteriormente mortificata dalle recenti tinteggiature. L'edificio è stato incluso nell'Hotel Helvetia & Bristol. |
|          | 6-8   | Palazzo del Banco di Roma    | L'edificio, di grande estensione (tre piani per otto assi su via de' Vecchietti, gli ultimi tre con disegno autonomo che ripropone la tipologia propria dei villini della seconda metà dell'Ottocento), sorge nell'area dove insistevano case dei Vecchietti e dei Tieri, separate dal vicolo della volta dei Vecchietti. Il nuovo palazzo fu costruito a seguito della loro demolizione e dell'allargamento delle vie prospicienti, inizialmente destinato ad uso di abitazione privata signorile, quindi acquistato negli anni venti del Novecento dal Banco di Roma. A questo cambio di destinazione si deve la soprelevazione del terzo piano, che mostra forme semplificate rispetto ai primi due. Secondo il repertorio di Bargellini e Guarnieri si tratterebbe di un'opera di Giuseppe Poggi; più probabilmente, come suggerito da Marcello Jacorossi è da reputare tra le molte costruzioni in stile neorinascimentale che ne riecheggiano la lezione. Attorno al 2016 l'edificio è stato acquisito dal Gruppo Starhotels quale ampliamento dell'Hotel Helvetia & Bristol, che ha condotto un ampio e necessario cantiere di restauro, visto il precario stato di conservazione dell'insieme, su progetto di Genius Loci Architettura e con il coinvolgimento per il restyling degli spazi interni di Anouska Hempel. Al terreno si susseguono pilastri bugnati e aperture rettangolari, mentre al piano nobile sono cornici ad arco semicircolare che inquadrano le finestre, ugualmente centinate. |
|          | 10-12 | Palazzo Vieusseux            | L'edificio fu eretto a seguito della demolizione tardo ottocentesca degli antichi edifici dell'area, nell'ambito del progetto di risanamento del vecchio centro cittadino. Come documentano i disegni conservati presso l'Archivio Storico del Comune di Firenze è opera databile al 1897, realizzata su committenza della famiglia Vieusseux su progetto dell'ingegnere e architetto Emilio Biondi. Su via dei Pescioni si trova un portale secondario con l'iscrizione «Credito Italiano». Attualmente il fabbricato ospita uffici del gruppo Fineco (precedentemente UniCredit). |
|          | 3     | Ex-convento dei Teatini      | Si trova qui la parte posteriore del convento dei Teatini di San Gaetano, riconfigurata durante i lavori di fine Ottocento per l'allungamento della via. Si venne così a costruire una nuova cantonata con via dei Corsi, nobilitata dalla base del campanile seicentesco della chiesa, opera di Bernardo Buontalenti del 1604-1618, e da due portali: su via dei Corsi uno antico con timpano triangolare, iscrizione «CLERICORVM REGOLARIVM» e lo stemma teatino; su via dei Pescioni uno più anonimo, ma che dà a un piccolo andito con la base di una scalinata e con un altro portale antico in pietra serena dalla ricca cornice di un'iscrizione poggiata sopra l'architrave («VIA UNIVERSÆ CARNIS»). |
|          | 11r   | Loggia di San Gaetano        | Edificata su disegno di Bernardo Buontalenti nel 1592-1594, la loggia faceva parte del convento dei Teatini della chiesa di San Gaetano e un tempo si apriva sul cortile interno del complesso, assegnato appunto nel 1592 ai Padri Teatini dopo essere stata precedentemente degli Olivetani (1552). Con la sistemazione tardo ottocentesca di questa zona e il drastico taglio al complesso religioso per l'ampliamento di via de' Pescioni, la loggia venne a trovarsi lungo la nuova strada, perdendo ogni carattere claustrale. Per lungo tempo accecata, fu restaurata dall'architetto Forlai nel 1970, e recuperata, chiudendo le aperture con vetrate, come spazio commerciale. Si presenta come un elegante loggiato a quattro fornici, con semplice architettura in pietra di ordine toscano. Le tre colonne poggiano su alti plinti e tra questi intercorre un muretto a balustra, nel quale sono praticate le aperture che danno luce al seminterrato. Il pavimento della loggia è perciò più alto del piano stradale. |
|          | 14    | Palazzo del Credito Italiano | L'edificio fu eretto come sede dello stabilimento Digerini e Marinai (cioè come sede della manifattura e dello spazio vendita con annessa sala da tè di uno dei più rinomati biscottifici del tempo) a seguito dei grandi lavori di riordinamento dell'antico centro di Firenze nel luogo dove erano le antiche case della famiglia degli Agli. Per quanto Marcello Jacorossi lo indichi come opera dell'architetto Riccardo Mazzanti, nella guida di Garneri del 1924 lo si dice realizzato nel 1909 su progetto dell'ingegnere torinese Ariotti, mentre in un articolo del 1928 dedicato all'attività di Ugo Giovannozzi è indicato nel regesto "la sede della Banca Nazionale di Credito a Firenze" (e pare possibile altra identificazione se non in questa) come sua opera: attribuzione peraltro pienamente sostenibile viste le tangenze tra questo edificio ed altre realizzazioni dell'architetto e ingegnere, sia per concezione che per materiali impiegati. Probabilmente questi architetti si sono susseguiti nel corso di varie ristrutturazioni e adattamenti. L'edificio è di equilibrate proporzioni nonostante la mole abbastanza cospicua, in uno stile architettonico che, superando l'imitazione rinascimentale comune a tante costruzioni contemporanee della fine dell'Ottocento e degli inizi del Novecento, rivela una tendenza alla modernità, rappresentata dalla Secessione viennese e dal Liberty. Ora è sede della Banca UniCredit. |

### Tabernacoli

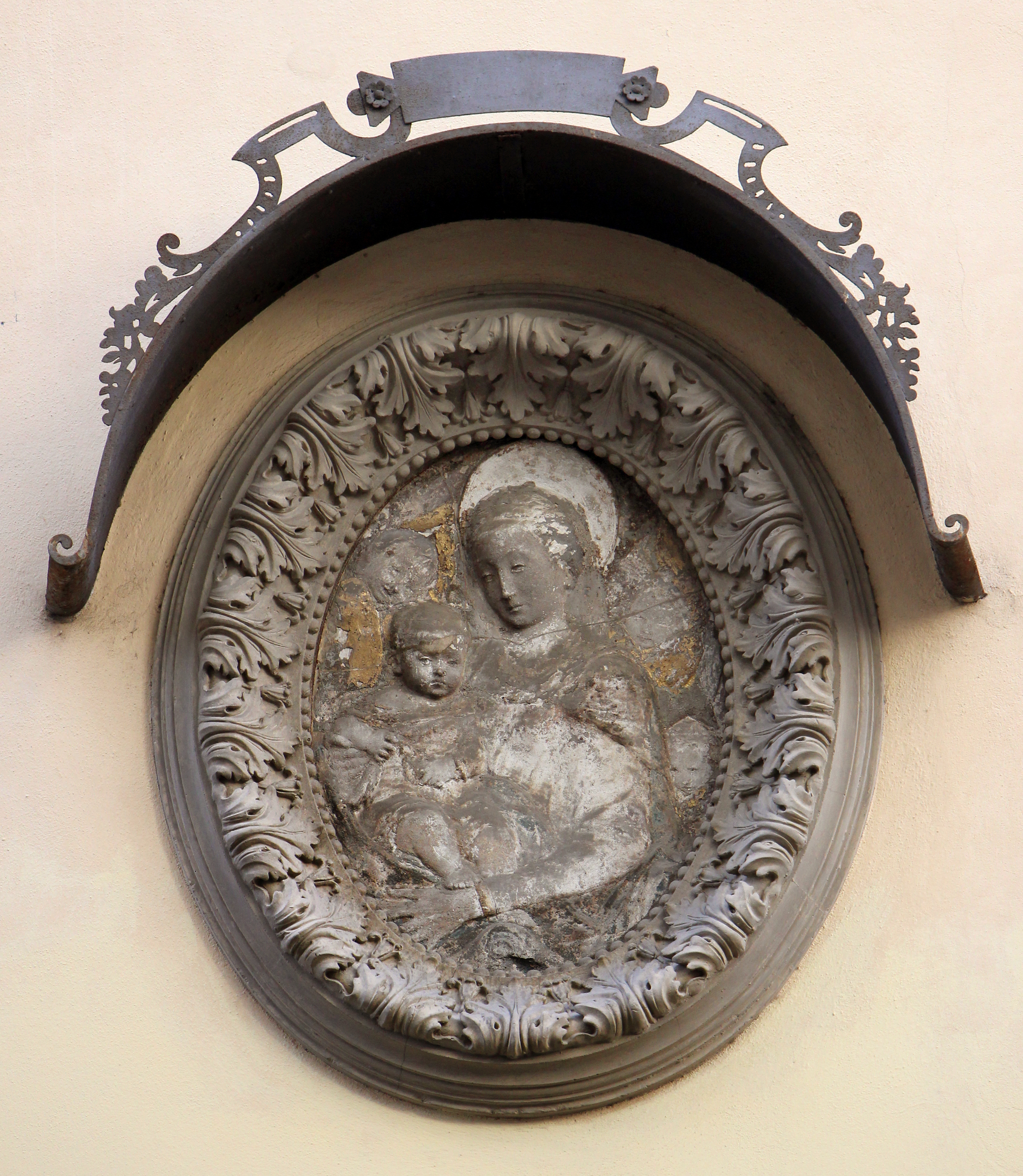
Il tabernacolo

Presso il numero 1C, sul retro di palazzo Corsi Tornabuoni, si vede un tabernacolo ovale protetto da tettoia semicircolare. La bella cornice in pietra a fogliami è di fattura ottocentesca, mentre quattrocentesco (o nello stile del periodo) sembrerebbe il rilievo in stucco con la Madonna e il Bambino e angeli (con dorature sulle ali), derivato da un rilievo marmoreo di Antonio Rossellino oggi alla Pierpont Morgan Library di New York. Originariamente si trovava sotto la demolita volta dei Pescioni, in angolo con via degli Strozzi, ed è probabile che il rilievo avesse forma rettangolare, come il rilievo marmoreo originale, ridotto alla forma ovale solo nell'Ottocento, magari per mascherare qualche imperfezione o qualche danno legato allo smantellamento.